# Francisco Aguilera Egea
Francisco Aguilera Egea, né à Ciudad Real le 21 décembre 1857 et mort à Madrid le 19 mai 1931, est un général et homme politique espagnol.

## Biographie
En 1917, il est ministre de la Guerre du gouvernement du libéral García Prieto lorsqu'éclate la crise des Juntes de défense, dont il ordonne la dissolution au mois d’avril. Discrédité par le roi, qui décide la libération des junteros emprisonnés, il démissionne le 11 février 1918, suivi de l'ensemble du gouvernement par solidarité
En 1923, alors qu'il préside le Conseil suprême chargé de juger les responsabilités de la défaite d'Anoual, il prépare un plan pour renverser le gouvernement appuyé par certains secteurs de gauche. Un incident survenu dans les couloirs du Sénat, au cours duquel Aguilera est giflé par le leader conservateur José Sánchez Guerra après avoir porté contre lui des accusations relatives à l’enquête sur les responsabilités du désastre d’Anoual, décide Primo de Rivera à conspirer en vue d’un coup d'État à l’issue duquel il prendra le pouvoir en septembre de la même année,.
En 1926, il dirige la Sanjuanada, tentative échouée de renverser la dictature de Primo de Rivera